# ピッツィカート
ピッツィカート（伊: pizzicato）は、ヴァイオリン属などの本来は弓でひく弦楽器（擦弦楽器）の弦を指ではじくことによって音を出す演奏技法である。日本語の片仮名表記は古くからピチカートが用いられたが、より元の言語の発音に近い表記にした場合は「ピッツィカート」となり、現在は後者も使われている。

## 概要
歴史的に初めてピッツィカートを求めたのはバロック時代のオペラ作曲家モンテヴェルディだと言われている。しかし当時の演奏者は「ヴァイオリンは弓で弾く楽器として高度に発展しているのに、なぜ野蛮な民俗楽器のような撥弦奏法をしなければいけないのか」と猛反発したという。同様にモンテヴェルディが開発したトレモロ奏法も酷評だったという。どちらも今日ではヴァイオリン属の弦楽器の基本的な奏法の一つとして欠かせない。例えばヴィヴァルディの『四季』の「冬」では冬の日の冷たい雨だれをピッツィカートで表現している。
いわゆるクラシックで使われる楽譜では、ピッツィカートで演奏を始める箇所に「pizz.」と書かれる。その後で弓による通常の演奏に戻る場合には、その箇所に「arco」（アルコ=弓）と書く必要があるが、前後関係や他の楽器との関係でピッツィカートが一音のみであることが明白な場合はその一音に「pizz.」と書かれるだけの場合もある。
コントラバスにおいては、ポップスやジャズなどで低音部のリズム音源（「ジャズ・ベース：Jazz Bass」と呼ばれることが多い）として多用され、特に曲全体を通して用いられる場合はピッツィカートの指示表記そのものが略され、むしろ逆に、曲の一部で意図的に弓奏法を使う場合にその指示（「arco」もしくは「bow」）がなされる。（「コントラバス」・「フィンガー・ピッキング」の項参照）

## 特殊な奏法

### 左手のピッツィカート
ヴァイオリンの場合、ピッツィカートは弓を持つ右手で弦をはじくことが普通である。
しかし、イタリアのヴァイオリニストであり作曲家のパガニーニは、本来は弦を押さえる左手で弦をはじくという「左手のピッツィカート」を導入した。これにより左手のピッツィカートを伴奏に右手で弓で弾くという高度なヴァイオリンの奏法が誕生した。右手のピッツィカートよりも固めの音色である。素早い速さで連続して左手ピッツィカートをしながら滝のように下降するアルペッジョ・ディ・ピッツィカーティと呼ばれる奏法もある。隣接した指ではじくことにより音高は開放弦に限らず自由に得られるが、連続した素早い上行はほぼ不可能である。楽譜上の左手のピッツィカートの記譜はまず「pizz.」を書いた上で音符の上に+印をつける。

### バルトーク・ピッツィカート

バルトーク・ピッツィカートの記号

バルトークが好んで書いた奏法の俗称で、弾く際に弦を指板と垂直に強く引っ張って離して弦を指板にぶつけることである。硬質なアタックを伴う「バチン」という音になる。マーラー「交響曲第7番」に聴かれるように、奏法自体はバルトーク以前からあったが、この指示のために専用の記号を発明してよく使ったため、以後、他の作曲家によってもこの指示が用いられるようになった。音符の直上または直下にその記号が書かれることが多いが、稀に「bartok pizz.」と書かれることもある。
コントラバスにおいてはスラップ奏法と混同されることもあるが、厳密には同じではない。ただし、音響的な効果としては似ているため、代用されることもある。
また、バルトークはピッツィカートとグリッサンドを組み合わせた奏法も生み出し、「弦楽器と打楽器とチェレスタのための音楽」などで用いた。

### 開放弦のピッツィカート
左手で弦を押さえた状態でのピッツィカートは音の持続が非常に短く音量も限られるが、開放弦の状態では比較的長く持続する豊かな響きが得られる。特殊な調弦をする場合は別として一定の音程しか得られないが、ラヴェルの「ダフニスとクロエ」（第2部冒頭、または第1組曲の最終曲）では効果的に使われている。

## 撥弦楽器のピッツィカート
撥弦楽器は、普段よりヴァイオリン属のピッツィカートに相当する奏法をする楽器である。しかし楽器によっては、ピッツィカート的な音が出る特殊奏法をピッツィカートと呼ぶ。

### 箏
日本の箏において、大正時代以後の新日本音楽ではピッツィカートと呼ばれる奏法を用いることがある（稀に訛って「ピヂカット」と呼ぶ記述もある）。通常では箏は右手の親指・人差し指・中指に義爪をつけて演奏するが、義爪を嵌めていない薬指（稀に小指）や左手で弦を弾くことを指す。これによりやわらかい音色が得られる。

### ギター、ハープ、マンドリン
ギターやハープ、マンドリンでは、右手で弦をはじくとして、左手の指や右手の手のひらで弦に軽く触れた状態で弦をはじくことで、余韻のない音が出る。これをピッツィカートと呼ぶ（ミュート奏法とも呼ばれる）。
クラシックギターでは、さらに近代・現代にこれを煮詰めた奏法が開発され、バイオリン同様にバルトーク奏法も存在する。手法は、バイオリンのそれと近似しており、弦の裏側から指を強くひっかけ、弦がフィンガーボードに反発力でヒットする音を利用する。主に打楽器、ドラムスを模した奏法として活用される。ローラン・ディアンスの「リブラソナチネ」が有名である。
エレキギターでは、ピッツィカートに似たミュート奏法が開発され、様様に分化されている。主なものとして、セーハ（バレー）した左手を意図的に若干浮かせることで、音量を抑え、硬質な音を出す（ブラッシング奏法）、右手の腹部分を弦の尾部にあて流れ適度に消音することで、クリスピーな音を出す（ミュート奏法）などが存在する。